# Estação Ferroviária de Carrazedo
A Estação Ferroviária de Carrazedo, originalmente denominada de Carrazêdo, é uma interface encerrada da Linha do Corgo, que servia a localidade de Carrazedo, no Distrito de Vila Real, em Portugal.

## História

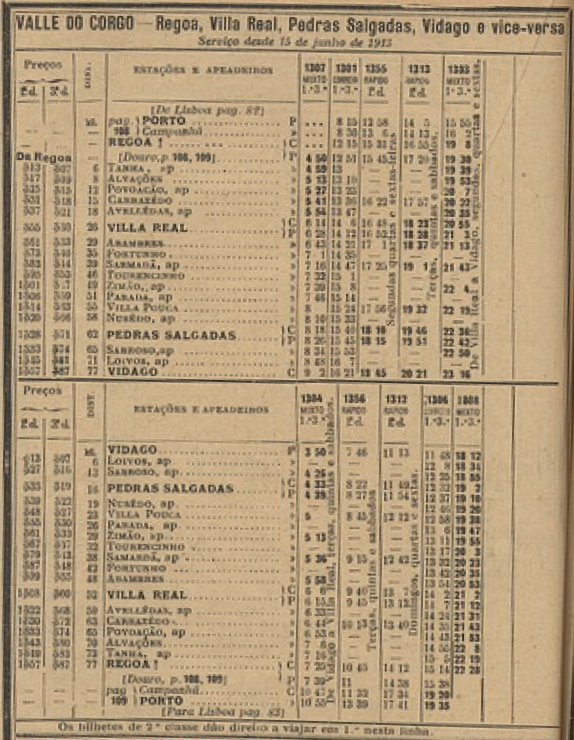
Horário de 1913 da Linha do Corgo, onde esta interface surge com a grafia original, Carrazêdo

O troço entre as estações de Régua e Vila Real foi inaugurado em 12 de Maio de 1906.
Este troço foi desactivado para obras em 25 de Março de 2009, tendo sido definitivamente encerrado pela Rede Ferroviária Nacional em Julho de 2010.